# 广西来江藤
广西来江藤（学名：Brandisia kwangsiensis）为玄参科来江藤属下的一个种。

## 扩展阅读
- 維基物種上的相關：广西来江藤